# Tetracera maingayi
Tetracera maingayi är en tvåhjärtbladig växtart som beskrevs av Hoogl. Tetracera maingayi ingår i släktet Tetracera och familjen Dilleniaceae. Inga underarter finns listade i Catalogue of Life.